# Victory Internationals
Die Victory Internationals waren eine Serie internationaler Rugby-Union-Spiele, die von Januar 1945 bis April 1946 zur Feier des Sieges im Zweiten Weltkrieg zwischen Teams aus Großbritannien, Irland, Frankreich und Neuseeland ausgetragen wurden.

## Geschichte
Während des Zweiten Weltkriegs waren sämtliche internationalen Spiele ausgesetzt worden, mit Ausnahme einiger Partien zwischen dem Deutschen Reich, Italien und Rumänien. Kurz vor Kriegsbeginn war Frankreich im Jahr 1939 nach einer siebenjährigen Unterbrechung wieder zum internationalen Turnier der vier britischen Home Nations (den heutigen Six Nations) zugelassen worden, doch das nächste Turnier konnte erst 1947 ausgetragen werden. Als Überbrückung bis zur Wiederaufnahme der traditionellen Turnierserie und als Zeichen der Wertschätzung an die Bevölkerung fanden 1945 und 1946 insgesamt 22 Begegnungen zwischen internationalen Auswahlteams statt. Die beteiligten Verbände erkannten den Partien nicht den vollen offiziellen Status als Test Match zu, da zahlreiche Spieler noch Militärdienst leisteten und deshalb fehlten.
Die Auswahlteams waren Vertreter der Verbände Rugby Football Union (England), Irish Rugby Football Union (Irland) und Scottish Rugby Union (Schottland), die vom spielerischen Niveau her mit den jeweiligen Nationalmannschaften vergleichbar waren. Die Fédération française de rugby (Frankreich) entsandte jeweils das offizielle Nationalteam. Hinzu kamen Teams der britischen Streitkräfte sowie die Kiwis, welche die New Zealand Expeditionary Force vertraten. Auch die New Zealand Rugby Football Union betrachtete diese Spiele nicht als Test Matches, doch die Kiwis erfuhren in ihrer Heimat breite Anerkennung und mehr als die Hälfte der Spieler traten später für die All Blacks an.

## Ergebnisse
| 1. Januar 1945 | Frankreich                                                                      | 21 : 9  | British Army                            | Parc des Princes, Paris Zuschauer: 30.000 Schiedsrichter: Henry Fry (England) |
| 1. Januar 1945 | Versuche: Baladié, Dauger (2), Prin-Clary, Sahuc Erhöhungen: Desclaux, Prat (2) | Bericht | Versuche: Holmes, Risman, T.L. Williams | Parc des Princes, Paris Zuschauer: 30.000 Schiedsrichter: Henry Fry (England) |

| 28. April 1945 | British Empire Forces                                               | 27 : 6  | Frankreich                          | Athletic Ground, Richmond Schiedsrichter: R.A. Beattie (Schottland) |
| 28. April 1945 | Versuche: Hollis, Owens, Risman, B. Williams Erhöhungen: Risman (3) | Bericht | Versuche: Massare Straftritte: Prat | Athletic Ground, Richmond Schiedsrichter: R.A. Beattie (Schottland) |

| 22. Dezember 1945 | Wales XV                   | 8 : 0   | Frankreich | St Helen’s, Swansea Zuschauer: 25.000 Schiedsrichter: Alan Bean (England) |
| 22. Dezember 1945 | Versuche: Davies, Matthews | Bericht |            | St Helen’s, Swansea Zuschauer: 25.000 Schiedsrichter: Alan Bean (England) |

| 1. Januar 1946 | Frankreich                                    | 10 : 0  | British Empire Services | Parc des Princes, Paris Zuschauer: 30.000 Schiedsrichter: Cyril Gadney (England) |
| 1. Januar 1946 | Versuche: Baladié, Prat Dropgoals: Bergougnan | Bericht |                         | Parc des Princes, Paris Zuschauer: 30.000 Schiedsrichter: Cyril Gadney (England) |

| 5. Januar 1946 | Wales XV | 3 : 11 | Kiwis | Cardiff Arms Park, Cardiff Schiedsrichter: J.B.C. Whittaker (England) |
| 5. Januar 1946 | Bericht  |        |       | Cardiff Arms Park, Cardiff Schiedsrichter: J.B.C. Whittaker (England) |

| 19. Januar 1946 | England XV | 3 : 18 | Kiwis | Twickenham Stadium, London Schiedsrichter: R.A. Beattie (Schottland) |
| 19. Januar 1946 | Bericht    |        |       | Twickenham Stadium, London Schiedsrichter: R.A. Beattie (Schottland) |

| 19. Januar 1946 | Wales XV | 13 : 25 | England XV | Cardiff Arms Park, Cardiff |
| 19. Januar 1946 |          |         |            | Cardiff Arms Park, Cardiff |

| 19. Januar 1946 | Schottland XV | 11 : 6 | Kiwis | Murrayfield Stadium, Edinburgh |
| 19. Januar 1946 | Bericht       |        |       | Murrayfield Stadium, Edinburgh |

| 26. Januar 1946 | Irland XV              | 3 : 4   | Frankreich            | Lansdowne Road, Dublin Zuschauer: 40.000 Schiedsrichter: H.G. Lathwell (England) |
| 26. Januar 1946 | Straftritte: D. Thorpe | Bericht | Dropgoals: Bergougnan | Lansdowne Road, Dublin Zuschauer: 40.000 Schiedsrichter: H.G. Lathwell (England) |

| 2. Februar 1946 | Wales XV | 6 : 25 | Schottland XV | St Helen’s, Swansea |
| 2. Februar 1946 |          |        |               | St Helen’s, Swansea |

| 6. Februar 1946 | England XV | 14 : 6 | Irland XV | Twickenham Stadium, London |
| 6. Februar 1946 |            |        |           | Twickenham Stadium, London |

| 9. Februar 1946 | Irland XV | 4 : 3 | England XV | Lansdowne Road, Dublin |
| 9. Februar 1946 |           |       |            | Lansdowne Road, Dublin |

| 23. Februar 1946 | Schottland XV | 9 : 0 | Irland XV | Murrayfield Stadium, Edinburgh |
| 23. Februar 1946 |               |       |           | Murrayfield Stadium, Edinburgh |

| 23. Februar 1946 | England XV | 0 : 3 | Wales XV | Twickenham Stadium, London |
| 23. Februar 1946 |            |       |          | Twickenham Stadium, London |

| 9. März 1946 | Wales XV | 6 : 4 | Irland XV | Cardiff Arms Park, Cardiff |
| 9. März 1946 |          |       |           | Cardiff Arms Park, Cardiff |

| 10. März 1946 | Frankreich                          | 9 : 14  | Kiwis                                                              | Stade Olympique, Colombes Zuschauer: 21.000 Schiedsrichter: George Warden (England) |
| 10. März 1946 | Versuche: Baladié, Pebeyre, Terreau | Bericht | Versuche: Blake, Sherratt (2) Erhöhungen: Scott Straftritte: Scott | Stade Olympique, Colombes Zuschauer: 21.000 Schiedsrichter: George Warden (England) |

| 13. März 1946 | Rhine Army XV | 0 : 12 | Kiwis | Stadion am Zoo, Wuppertal Schiedsrichter: Barney McCall (Wales) |
| 13. März 1946 | Bericht       |        |       | Stadion am Zoo, Wuppertal Schiedsrichter: Barney McCall (Wales) |

| 16. März 1946 | England XV | 12 : 8 | Schottland XV | Twickenham Stadium, London |
| 16. März 1946 |            |        |               | Twickenham Stadium, London |

| 24. März 1946 | Frankreich | 10 : 13 | Kiwis | Stade Ernest-Wallon, Toulouse |
| 24. März 1946 | Bericht    |         |       | Stade Ernest-Wallon, Toulouse |

| 30. März 1946 | Schottland XV | 13 : 11 | Wales XV | Murrayfield Stadium, Edinburgh |
| 30. März 1946 |               |         |          | Murrayfield Stadium, Edinburgh |

| 13. April 1946 | Schottland XV | 27 : 0 | England XV | Murrayfield Stadium, Edinburgh |
| 13. April 1946 |               |        |            | Murrayfield Stadium, Edinburgh |

| 22. April 1946 | Frankreich                                                | 12 : 0  | Wales XV | Stade Olympique, Colombes Zuschauer: 34.000 Schiedsrichter: Alan Bean (England) |
| 22. April 1946 | Versuche: Terreau (2) Erhöhungen: Prat Dropgoals: Alvarez | Bericht |          | Stade Olympique, Colombes Zuschauer: 34.000 Schiedsrichter: Alan Bean (England) |